# يحيى الراضي
يحيى الراضي هو كاتب وشاعر ومعلم عربي سعودي، تدرّج في الدراسات اللاهوتية الحرة والأكاديمية. حصل على شهادة الثانوية الشرعية ثم الليسانس والماجستير في الفلسفة. يواصل تحضير الدكتوراه في أنسنة التدين في المطارحات الفلسفية.

## الاسم والنشأة
هو يحيى بن محمد بن راضي العبد الله. نشأ حياة طفولية وادعة في قرية الحوطة بواحة الأحساء. كان هناك في الهواء البيئي والعائلي ما دفع إلى شيء لذيذ وعذب هو المعرفة. وجدها في البداية في الشعر، ولكن الشعر أعطاه إشارات إلى أن هناك ما وراءه من المعارف الجادة. سعى في بلاد عربية إلى طلب المعرفة على المستوى الديني والفلسفي، وكانت دمشق محطته الأوسع على المستوى الزمني.

## تجربته المعرفية
يدعو يحيى الراضي في كتاباته إلى الوحدة الإنسانية والتمازج الحضاري، رافضاً عنوان الغزو الثقافي، زاعماً أن الثقافة لا تخضع لمخطط الصراع الحضاري، ولا للفصل العنصري بين شرق وغرب، ويجد أن التدين الحقيقي يكمن في الأفق الروحي الذي لا تستوعبه المذاهب المتضادة. يقدس الحرية كمبدأ، ويقدس التقريب على المستوى الأخلاقي العميق ولو كانت الأفكار بطبيعتها تثير الاختلاف. تتراوح اهتماماته بين الفلسفي والديني والأدبي، وفي ذلك بعض التشتت المنهجي، ولكنه في نفس الوقت انفتاح على آفاق معرفية رحبة.
قالت عنه الكاتبة الخليجية خلود بوعمران:
«القروي الجانح إلى الحداثة المتآلف مع النقائض. يتصوّف يتفلسف يتأنسن يتدين، لكنه لا يتسيّس. يخشى عليه من يحبه من التشرد الفكري، لأن التنوع زاده حدة في عقلية الباحث ورقة في وجدانية الشاعر وبين ذلك مساحات تنوع مفتوح. ذكر لنا أنه يقطع بأن كل الفوارق الإيديولوجية أصغر مما يقال. لا وضوح في مقاصده الفكرية والأدبية، فكأن الغموض يحميه. لا تخلو بعض مقولاته من كسل لا يوائم سرعة المعاصرة. ذكر لنا أنه لن يعيش بدون الله، فا الإلحاد مستحيل، والشك يقذفه من إيمان إلى إيمان أوسع».
يقول يحيى الراضي واصفا تجربته العلمية والأدبية الطويلة:
«التقائي بشعراء كبار من بينهم السيد مصطفى جمال الدين وأدونيس، ومفكرين إسلاميين وعلماء دين كبار لا أنسى فضلهم، والتقائي أيضا بأضداد آخرين من المفكرين العلمانيين على اختلاف أنماطهم بين قومي ويساري وليبرالي، هذا أعطاني طابعا وهو أن المعرفة أوسع بكثير من مذاهبها ومن تياراتها وأن العالم أوسع مما نرى، فيه يلد عوالم وعوالم. فأنا مع التوليد ومع اسيعاب كل مختلف ومتنوع ومتلون.»

## مؤلفاته
| - أقدس الخطايا (شعر) 2000 - هيت لك (شعر) 2003 - جواز سفر (شعر) 2004 - الحب في التصوف الإسلامي 2009 - التفقه في الاجتهاد والتقليد 2012 - مدح الله 2012 إضافة إلى قيامه بإعداد مناهج تعليمية من بينها 4 مقررات في الأخلاق والآداب والسلوك والروحية، كما نشر الكثير من المقالات في دوريات عربية متنوعة. أيضا، نشر الراضي كتاباته الأدبية في عدة مواقع ثقافية بينها: ملتقى المجد الثقافي، قناديل الفكر والأدب، ملتقى الأدباء والمبدعين العرب، ومنتدى الحكايا الأدبي. |